# 秋葉山 (和歌山県)

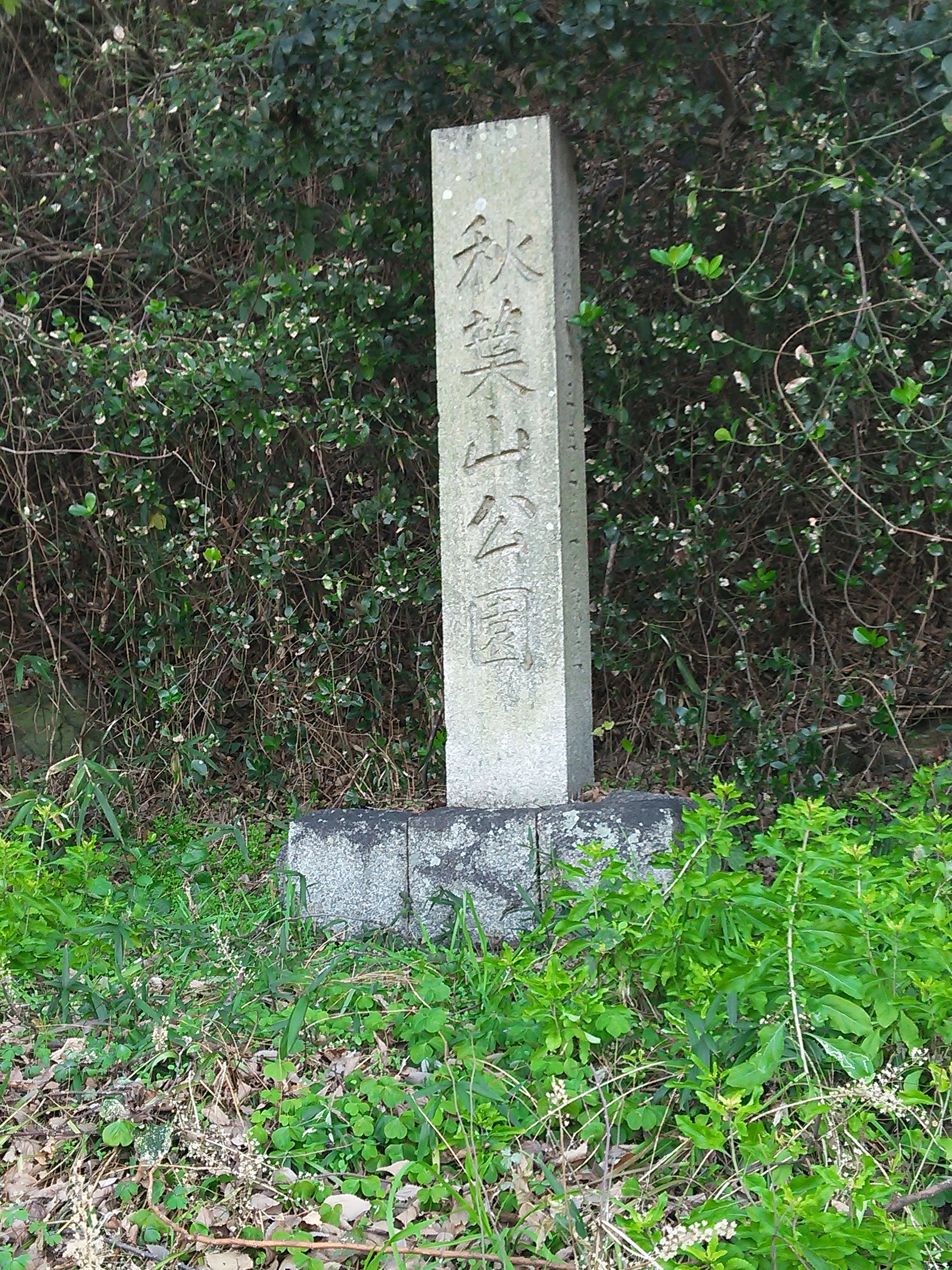
登り口近くにある石碑

秋葉山（あきばさん）は、和歌山県和歌山市秋葉町にある山である。別名は御坊山、弥勒寺山。公園としての名称は「秋葉山公園」、愛称は「市民の丘」である。標高73m。

## 概要
戦国時代、山頂には一向宗（浄土真宗）弥勒寺があり、鷲森道場（後の本願寺鷺森別院）ができるまで紀伊国における一向宗の中心地であった。織田信長の紀州征伐では抵抗する雑賀衆率いる雑賀孫市がこの地を決戦の地と定め、山全体に城を築いて激戦を繰り広げた。
現在寺院は存在せず、頂上の広場やには遊具や展望台が置かれて市民の憩いの場となり、山頂に顕如上人の碑がある。津波など災害時における一時避難所としての機能も伏せ持つ。
中腹にはかつて御坊池が存在した。1971年黒潮国体における水泳競技開催池建設のため埋め立てられ、池は消滅した。1967年より秋葉山公園県民水泳場が設置され、現在に至る。
南東側には秋葉山梅園及び秋葉山配水池がある。梅園は1976年に地元実業家から寄贈されたものである。当初観賞用の紅梅、白梅、しだれ梅など220本が植樹されたが、2010年には90本に減少している。秋葉山配水池は和歌山市水道局が管理する水道配水池である。
南西側に秋葉大権現堂がある。1973年、遠州から勧請された。これは秋葉山公園の麓にある五百羅漢寺の鎮守が目的とされる。なお秋葉大権現堂と上記他エリアは直接移動できず、一旦下山する必要がある。
2013年10月から2014年8月1日まで、遊具・展望台等の老朽化に伴う改修・再整備工事を実施した。その間、公園内の立入が禁止された。「秋葉スロープ」という木製アスレチックがあったが、改修後全て撤去された。滑り台などの既存遊具が更新され、健康遊具が新設された。また展望台もコンクリート製から木製に建て替えられた。その他、伸び放題の森林が伐採・剪定され、景観が確保された。

## 地名の混合
当初の「秋葉山」は、南側に位置する秋葉大権現堂付近の森林帯を表すだけの地名であり、現在のように全体が秋葉山ではなかった。1938年、この部分が最初に公共物として解放され、和歌山市は「秋葉山公園」と名付けた。
本来の「御坊山」は、現在の秋葉山を越え、北部にある愛宕山や打越山（浄心寺山）を含む広範囲を指した。1941年、この一帯を「御坊山風致地区」として、和歌山県が風致地区を指定し、現在も継続されている。
1950年以降、秋葉大権現堂より北部にある御坊山も、和歌山市はそのまま「秋葉山公園」として編入した。そのため現在も「秋葉山公園」と「御坊山風致地区」、2つの名称が混在するために、地名の混乱が生じている。

## 自然
ウバメガシ、ヤマモモ、アカマツ、クヌギ、ハゼ、ウルシなどの樹木が多い。その他ツツジ、サクラ、ハギ、そして寄贈された梅も見られる。紅葉シーズンは山並みが美しい。

## 地理
和歌山市街だが、和歌山市中心部より少し南側に位置する。森林帯は北東から南西に伸びる。番地名は、北部が秋葉町、宇須、東側が塩屋3丁目及び塩屋9丁目、南側は東和歌浦1丁目となる。
周辺には仏教寺院が多数点在している。
出入口は4か所存在する。秋葉山交差点付近に自動車用・歩行者用があり、駐輪場とエレベーターが設置されている。また塩屋3丁目と水軒口交差点付近に歩行者専用の出入口がある。また秋葉山配水池付近に裏口が存在する。それぞれ明確な名称はない。
山の南東には裏口と宮本病院へ抜けるための秋葉山隧道（トンネル、1980年竣工。全長100.75m、幅4.5m）が設置されている。

## 沿革
- 1550年（天文19年）- 証如上人が海南市黒江の本願寺紀州御坊から当地に御坊を移す[1]
- 1593年（永禄6年）- 証如上人が当地より本願寺鷺森別院に移る[1]
- 1577年（天正5年）- 紀州征伐により織田信長軍と雑賀衆が衝突[1]
- 1793年（寛政5年）- 秋葉大権現堂が建立[5]
- 1938年（昭和13年）- 秋葉大権現堂付近が解放され、秋葉山公園となる[6]
- 1941年（昭和16年）- 県が御坊山風致地区を設定[6]
- 1950年（昭和25年）- 市が御坊山を秋葉山公園に編入[6]
- 1955年（昭和30年）- 秋葉山貯水池が設置[7]。
- 1966年（昭和41年）- 秋葉山公園県民水泳場が開設[8]。

## 周辺観光地
- 和歌浦
- 紀三井寺
- 養翠園

## 周辺施設
- 和歌山バス秋葉山バス停
- 和歌山西警察署秋葉交番
- 高津公園
- 和歌山市立雑賀小学校
- 和歌山県立星林高等学校

## 関連リンク
- 施設案内 秋葉山公園 - 和歌山市
- 和歌山の憩いの広場 秋葉山公園